# Désiré de Lille
Désiré Smidts alias Désiré de Lille (Rijsel, 22 februari 1885 - Luik, 1952) was een Belgisch banketbakker. Hij is de uitvinder van de lackmans (Frans: Lacquemant), een fijne wafel die populair is in Luik en Antwerpen.

## Biografie
Désiré Smidts begon zijn professionele leven in Parijs, waar hij werkte als banketbakker. Maar zijn passie was varen. Na een scholing bij de Franse marine, ging hij naar Antwerpen in de hoop een baan te vinden in de koopvaardij. Omdat hij geen baan vond in de haven, kreeg hij in de stad, op de grote kermis, een baan in de bediening bij een Lacquemant-etablissement, een kermisfrituur in Rijsel. Als geschoolde banketbakker ontwikkelde hij in 1903 een dunne wafel die over de breedte werd gesneden en gevuld werd met een siroop van zijn eigen samenstelling. Het succes bij de klanten was matig maar bemoedigend.

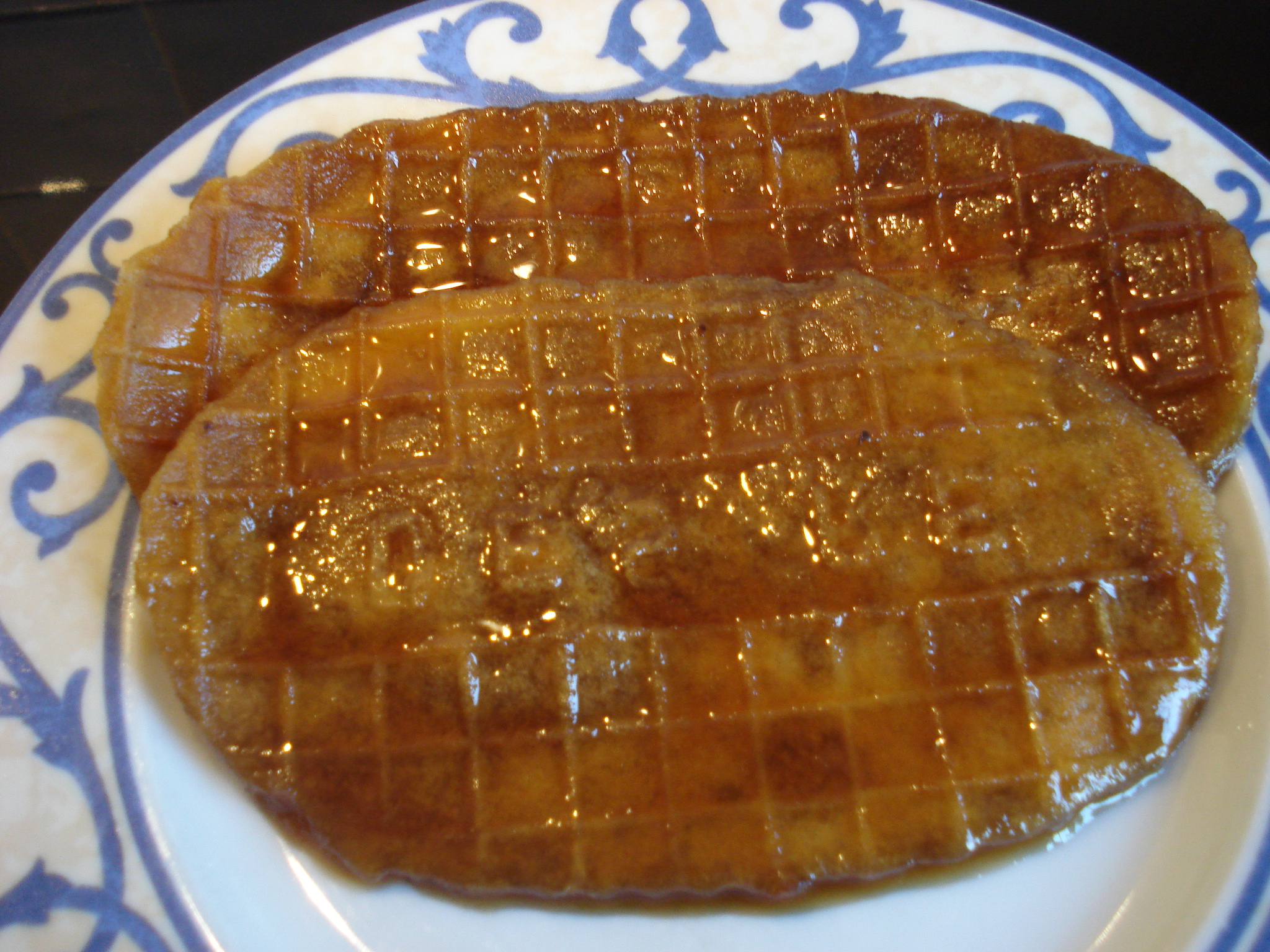
Lacquemant

Na een bezoek aan de kermissen van Brussel, Rijsel, Luik (waar zijn wafel enigszins succesvol was op de oktobermarkt), Parijs en Saint-Malo (waar hij zijn vrouw Louise ontmoette), keerde Désiré Smidts uiteindelijk terug naar Luik, waar hij zich definitief vestigde en zijn fijne wafel die hij Lacquemant noemde ging vermarkten.
Van 1985 tot 2016 baatte een kleinzoon van Désiré Smidts in Antwerpen tearoom Désiré de Lille uit. Deze werd overgenomen door een groep investeerders, waaronder Marc Coucke. Zij trokken Roger van Damme aan om de zaak een nieuwe uitstraling te geven en diverse vestigingen in en buiten Antwerpen op te starten. Een andere tak van de familie verkoopt ondertussen nog steeds onder de naam Désiré de Lille lackmans en ander gebak op kermissen en andere evenementen.
Lacquemant, zijn uitvinding, kwam in het woordenboek Le Petit Larousse Illustré 2010 (gepubliceerd in 2009).
Smidts is begraven op de begraafplaats van Bressoux.